# Temporada de huracanes del Atlántico de 1977
La temporada de huracanes del Atlántico de 1977 fue una temporada de huracanes en el Atlántico inactiva, con sólo seis tormentas tropicales. La temporada comenzó oficialmente el miércoles 1 de junio de 1977 y se prolongó hasta el miércoles 30 de noviembre de 1977. Estas fechas delimitan convencionalmente el período de cada año en el que se forman la mayoría de los ciclones tropicales en la cuenca del Atlántico. La primera depresión tropical de la temporada se desarrolló sobre el Mar Caribe occidental el 13 de junio, 12 días después del comienzo de la temporada, seguida de otras tres depresiones tropicales en julio y principios de agosto. Luego, el 29 de agosto, se formó el huracán Anita y rápidamente se intensificó a un huracán de categoría 5, el 1 de septiembre, antes de debilitarse levemente y golpear a México como un huracán de categoría 4 en la escala de vientos huracanados Saffir-Simpson, trayendo fuertes vientos y fuertes lluvias. Al menos 25.000 personas quedaron sin hogar y se reportaron 11 muertes, y hasta la fecha aún no se conocen los daños totales.
Además de Anita, otro ciclón tropical destacado de esta temporada fue el huracán Babe . La tormenta provocó inundaciones costeras en el sureste de Luisiana , lo que resultó en daños por $ 10 millones (1977  USD ). Después de moverse tierra adentro, generó 14 tornados en Alabama , Louisiana, Mississippi y Carolina del Sur. Además de Anita y Babe, otros cinco ciclones tropicales (los huracanes Clara, Dorothy y Evelyn, así como la tormenta tropical Frieda y la depresión tropical Nueve) dejaron solo impactos menores en tierra. En general, los ciclones tropicales de la temporada causaron colectivamente 11 muertes y al menos $13 millones en daños, excluyendo los remanentes de la Depresión Tropical Nueve, que provocó 53 muertes y $203 millones en pérdidas debido a las inundaciones en el sureste de los Estados Unidos, Nueva Jersey, y Nueva York.

## Resumen de temporada
La temporada de huracanes en el Atlántico comenzó oficialmente el 1 de junio de 1977. La actividad comenzó varios días después con la formación de una depresión tropical el 13 de junio. Aunque se formaron 16 depresiones tropicales, fue una temporada por debajo del promedio porque solo seis se convirtieron en tormentas tropicales. En términos de tormentas con nombre, esta fue la temporada menos activa desde 1965. Cinco de ellas alcanzaron la categoría de huracán. Además, un ciclón tropical finalmente alcanzó la categoría de huracán mayor, que es de categoría 3 o superior en la escala de vientos huracanados de Saffir-Simpson. La inactividad se atribuyó a un El Niño que comenzó a desarrollarse en agosto. Tres huracanes y una tormenta tropical tocaron tierra durante la temporada, causando 11 muertes y $13 millones en daños. La última tormenta de la temporada, la Depresión Tropical Nueve, se disipó el 7 de noviembre, más de tres semanas antes del final oficial de la temporada el 30 de noviembre.
La ciclogénesis tropical en la temporada de huracanes del Atlántico de 1977 comenzó con el desarrollo de una depresión tropical el 13 de junio. La actividad se detuvo brevemente, hasta que se desarrollaron otras dos depresiones tropicales en la segunda quincena de julio. Una cuarta depresión tropical se formó a principios de agosto. Más tarde ese mes, el huracán Anita se desarrolló el 29 de agosto. Fue el último de la temporada en que se formó una primera tormenta con nombre en la era de los satélites. Septiembre, el pico climatológico de la temporada de huracanes, fue su mes más activo. Se desarrollaron cinco ciclones tropicales, incluidas dos depresiones tropicales, y los huracanes Babe, Clara y Dorothy. También hubo cinco ciclones tropicales en octubre: tres depresiones tropicales, el huracán Evelyn y la tormenta tropical Frieda. El último ciclón tropical de la temporada, la Depresión Tropical Nueve, se desarrolló entre las Antillas Mayores y las Bermudas el 3 de noviembre y se disipó el 7 de noviembre.
La actividad de la temporada se reflejó con una calificación de energía ciclónica acumulada acumulada (ACE) de 25, que fue el valor ACE más bajo desde 1946 . ACE es una métrica utilizada para expresar la energía utilizada por un ciclón tropical durante su vida útil. Por lo tanto, una tormenta de mayor duración tendrá valores altos de ACE. Solo se calcula en incrementos de seis horas en los que los sistemas tropicales y subtropicales específicos tienen velocidades de viento sostenidas de 39 mph (63 km/h) o superiores, que es el umbral para la intensidad de una tormenta tropical.

## Ciclones tropicales

### Huracán Anita
Una onda tropical generó una depresión tropical a las 1200 UTC del 29 de agosto, mientras se encontraba a unas 230 millas (370 km) al sur-suroeste de Nueva Orleans , Luisiana.  La depresión se desplazó hacia el oeste-suroeste y se fortaleció hasta convertirse en la tormenta tropical Anita a principios del 30 de agosto. Más tarde ese día, la tormenta se intensificó hasta convertirse en huracán. Aunque la intensificación se desaceleró brevemente, se profundizó rápidamente desde el 1 de septiembre hasta el día siguiente, cuando Anita alcanzó su punto máximo como huracán de categoría 5 con vientos de 175 mph (280 km/h).  La tormenta se debilitó levemente a un huracán de categoría 4 antes de tocar tierra cerca de Soto la Marina, Tamaulipas . Se debilitó rápidamente tierra adentro, disminuyendo a la intensidad de depresión tropical a principios del 3 de septiembre. Sin embargo, Anita permaneció intacta en todo México y llegó al Océano Pacífico oriental como una depresión. 
Antes de convertirse en ciclón tropical, el precursor de Anita dejó caer lluvias ligeras en Florida.  Los vientos racheados y las marejadas ciclónicas afectaron a Luisiana. En Grand Isle , las mareas de tormenta de 0,61 m (2 pies) por encima de lo normal provocaron que se pidiera a cientos de familias que evacuaran. Numerosas carreteras costeras en Texas, incluidas partes de la carretera estatal 87 , se cerraron debido a mareas superiores a lo normal.  La precipitación alcanzó las 4,97 pulgadas (126 mm) en Rio Grande City .  En México, el huracán provocó fuertes vientos y lluvias moderadas. Los vientos causaron grandes daños en las aldeas del noreste de México, dejando a unas 25.000 personas sin hogar. Los techos de la mayoría de los edificios fueron destruidos cerca del lugar donde Anita tocó tierra.  La mayor cantidad de precipitación observada durante la tormenta fue de 15,2 pulgadas (390 mm) en Soto la Marina, Tamaulipas .  Las inundaciones y los deslizamientos de tierra mataron a once personas en el estado.  Se desconoce el daño general. 

### Huracán Babe
La interacción de una onda tropical y un área fría superior de baja presión se convirtió en una depresión subtropical en el este del Golfo de México el 3 de septiembre.  Se fortaleció mientras adquiría gradualmente características tropicales y fue reclasificada como tormenta tropical Babe tarde 4 de septiembre. La tormenta se curvó hacia el norte-noreste y, temprano en el día siguiente, se convirtió en huracán. Alrededor de ese tiempo, Babe alcanzó su punto máximo con vientos máximos sostenidos de 75 mph (120 km / h). Temprano el 5 de septiembre, Babe tocó tierra cerca de Cocodrie, Louisiana.a la misma intensidad. Más tarde ese día, se debilitó a tormenta tropical y luego a depresión tropical el 6 de septiembre. Sin embargo, Babe continuó moviéndose hacia el noreste y luego hacia el este-noreste a través del sureste de los Estados Unidos hasta disiparse temprano el 9 de septiembre. 
Babe produjo lluvias ligeras a moderadas en gran parte del sur de los Estados Unidos . En Luisiana, la precipitación alcanzó un máximo de 10,99 pulgadas (279 mm) cerca de Lafayette .  Los daños por inundaciones afectaron principalmente a los cultivos, principalmente a la caña de azúcar.  Se generaron seis tornados en Luisiana, incluido uno cerca de Hammond que dañó gravemente una tienda rural y derribó seis casas con estructura de madera de sus cimientos. Solo los daños de este tornado alcanzaron los 2,5 millones de dólares.  En otros estados, Babe trajo inundaciones repentinas a lo largo de su camino debido a las lluvias que excedieron las 7 pulgadas (180 mm) en Mississippi , el noroeste de Georgia y el oeste.Carolina del Norte  En general, Babe causó alrededor de $13 millones en daños, pero ninguna muerte. 

### Huracán Clara
Una masa de nubes convectivas con una banda espiral de vientos huracanados, asociada con el desarrollo del huracán Babe, atravesó el sureste de los Estados Unidos a principios de septiembre. El sistema desarrolló una circulación a última hora del 4 de septiembre, mientras recorría el sureste de Georgia . Después de una ligera caída en la presión barométrica y un aumento en la velocidad del viento, se formó una depresión tropical tierra adentro cerca de Charleston, Carolina del Sur a las 1200 UTC del 5 de septiembre. La depresión inicialmente se desplazó hacia el este-noreste y pronto se trasladó mar adentro. Después de pasar al sur de Cape Hatteras , Carolina del Norteel 6 de septiembre, comenzó a organizarse mientras aceleraba justo al norte del este. A las 0000 UTC del 8 de septiembre, la depresión se intensificó hasta convertirse en la tormenta tropical Clara. La tormenta se fortaleció rápidamente y se convirtió en huracán solo 12 horas después.  La fuerte cizalladura del viento hizo que Clara se debilitara de nuevo a tormenta tropical el 9 de septiembre. A partir de entonces, la tormenta ejecutó un bucle ciclónico cerca de las Bermudas . A última hora del 10 de septiembre, Clara aceleró hacia el noreste y se convirtió en extratropical a las 1200 UTC del 11 de septiembre. 
En sus primeras etapas, la tormenta dejó caer lluvias ligeras en el sureste de los Estados Unidos, alcanzando un máximo de 3,53 pulgadas (90 mm) en Beaufort, Carolina del Sur .  Además, Clara produjo 0,55 pulgadas (14 mm) de precipitación en las Bermudas.  Los remanentes llegaron a Canadá y produjeron vientos de 62 mph (100 km/h) en Antigonish, Nueva Escocia , que derribaron campistas, arrancaron árboles, dañaron graneros y provocaron cortes de energía en el área.

### Huracán Dorothy
Una onda tropical emergió en el Océano Atlántico desde la costa oeste de África el 15 de septiembre. El sistema siguió hacia el oeste a una velocidad de 27 a 37 km/h (17 a 23 mph) y la convección comenzó a organizarse cinco días después. El 21 de septiembre, la ola cruzó las Islas de Barlovento , trayendo ráfagas de viento de 69 mph (111 km/h) a Guadalupe y Martinica y lluvias de 5 a 8 pulgadas (130 a 200 mm) en varias islas. Aunque era una onda tropical fuerte, el sistema se debilitó significativamente mientras cruzaba Hispaniola el 23 de septiembre. Con un seguimiento constante hacia el norte, se convirtió en una depresión tropical al noreste de las Bahamas el 26 de septiembre. Un avión de reconocimiento indicó que la depresión se convirtió en la tormenta tropical Dorothy a las 1200 UTC del 27 de septiembre. 
Poco después de convertirse en tormenta tropical, Dorothy pasó justo al sur de las Bermudas, aunque no se reportaron daños en la isla. La tormenta se fortaleció rápidamente mientras avanzaba hacia el noreste y se convirtió en huracán a las 1200 UTC del 28 de septiembre. A primeras horas del 29 de septiembre, Dorothy alcanzó su máxima intensidad con vientos máximos sostenidos de 85 mph (140 km/h) y una presión barométrica mínima de 980 mbar (29 pulgadas de Hg). Más tarde ese día, Dorothy hizo la transición a una tormenta extratropical mientras se encontraba al sur de Cape Race , Newfoundland. El 30 de septiembre, los restos extratropicales de Dorothy fueron absorbidos por un sistema frontal de baja presión ubicado en el Océano Atlántico norte. 

### Huracán Evelyn
Una onda tropical emergió en el Océano Atlántico desde la costa oeste de África el 3 de octubre. El sistema siguió hacia el oeste a una altitud anormalmente baja de 6°N . Sin embargo, debido a que la alta presión de las Azores era anormalmente débil, el sistema se curvó rápidamente hacia el noroeste. Después de un aumento significativo en la convección, se desarrolló una depresión tropical a las 1800 UTC del 13 de octubre, mientras se encontraba a 400 millas (640 km) al sur de las Bermudas. Más tarde, un barco informó vientos huracanados, lo que provocó una mejora de la depresión a la tormenta tropical Evelyn el 14 de octubre. Temprano al día siguiente, un vuelo de reconocimiento registró vientos de 83 mph (134 km / h), lo que indica que Evelyn se convirtió en un huracán. . Más tarde, el 15 de octubre, aceleró hacia el norte-noreste y tocó tierra en la isla del Cabo Bretón .Nueva Escocia con vientos de 80 mph (130 km/h) a las 1200 UTC. Poco después de entrar en el golfo de San Lorenzo , Evelyn se fusionó con un frente frío a las 1800 UTC del 15 de octubre, cerca del extremo sureste de Terranova. 
El impacto en las Bermudas se limitó a vientos ligeros  y una pequeña cantidad de lluvia: 2,60 pulgadas (66 mm).  En Sable Island , Evelyn produjo vientos con fuerza de tormenta tropical, alcanzando 52 mph (84 km/h).  Tanto en Nueva Escocia como en Terranova, la tormenta dejó caer lluvias ligeras, que rara vez excedieron los 25 mm (1 pulgada).  Algunas áreas de Terranova experimentaron vientos con fuerza de tormenta tropical, principalmente entre Stephenville y St. John's .  Sin embargo, esto puede haber sido en combinación con el frente frío con el que se fusionó Evelyn. Además, un barco cerca del extremo suroeste de Terranova informó vientos sostenidos de 78 mph (126 km/h).

### Tormenta tropical Frieda
Una onda tropical emergió en el Océano Atlántico desde la costa oeste de África el 4 de octubre. La onda siguió sin incidentes hacia el oeste durante unos 10 días. El 12 de octubre, los restos de un frente frío llegaron al noroeste del Mar Caribe. La ola comenzó a interactuar con ella y con otro frente frío que ingresó a la región el 16 de octubre. Más tarde ese día, un avión de reconocimiento informó una circulación superficial cerca de la Isla Swan , Honduras .  Por lo tanto, se desarrolló una depresión tropical a las 1800 UTC del 16 de octubre. La depresión se movió lentamente hacia el oeste y se fortaleció hasta convertirse en la tormenta tropical Frieda el 17 de octubre, mientras pasaba al sur de la isla Swan. 
Frieda continuó intensificándose hasta alcanzar un máximo con vientos de 60 mph (95 km/h) y una presión barométrica mínima de 1005 mbar (29,7 inHg) temprano el 18 de octubre. Más tarde ese día, Frieda se debilitó y cayó a la intensidad de depresión tropical. A las 0000 UTC del 19 de octubre, la tormenta tocó tierra cerca de la ciudad de Belice , Belice , como una depresión tropical débil. Frieda se disipó rápidamente.  Ciudad de Belice reportó solo lluvias mínimas y vientos ligeros. Alrededor de ese tiempo, la tormenta pasó al sur de Swan Island, donde produjo 4,46 pulgadas (113 mm) en un período de 30 horas. En Gran Caimán , 5,42 pulgadas (138 mm) de precipitación cayeron en 36 horas. 

## Nombre de los ciclones tropicales
Los siguientes nombres se usaron para las tormentas con nombre que se formaron en el Atlántico Norte en 1977. Las tormentas se llamaron Anita, Babe, Clara y Evelyn por primera vez en 1977. El nombre Anita se retiró más tarde. Debido a que las nuevas listas que contenían nombres masculinos comenzaron en la temporada de 1979, ninguno de estos ha aparecido en una lista desde entonces, a excepción de: Grace ; Hannah, aunque se deletrea Hanna e Ida. Los nombres no utilizados están marcados en 
.
| - Anita - Babe - Clara - Dorothy - Evelyn - Frieda - Grace (sin usar) | - Hannah (sin usar) - Ida (sin usar) - Jodie (sin usar) - Kristina (sin usar) - Lois (sin usar) - Mary (sin usar) - Nora (sin usar) | - Odel (sin usar) - Penny (sin usar) - Raquel (sin usar) - Sophia (sin usar) - Trudy (sin usar) - Virginia (sin usar) - Willene (sin usar) |